# Xã Fort Ransom, Quận Ransom, Bắc Dakota
Xã Fort Ransom (tiếng Anh: Fort Ransom Township) là một xã thuộc quận Ransom, tiểu bang Bắc Dakota, Hoa Kỳ. Năm 2010, dân số của xã này là 96 người.